# 오스트레일리아 연방 경찰

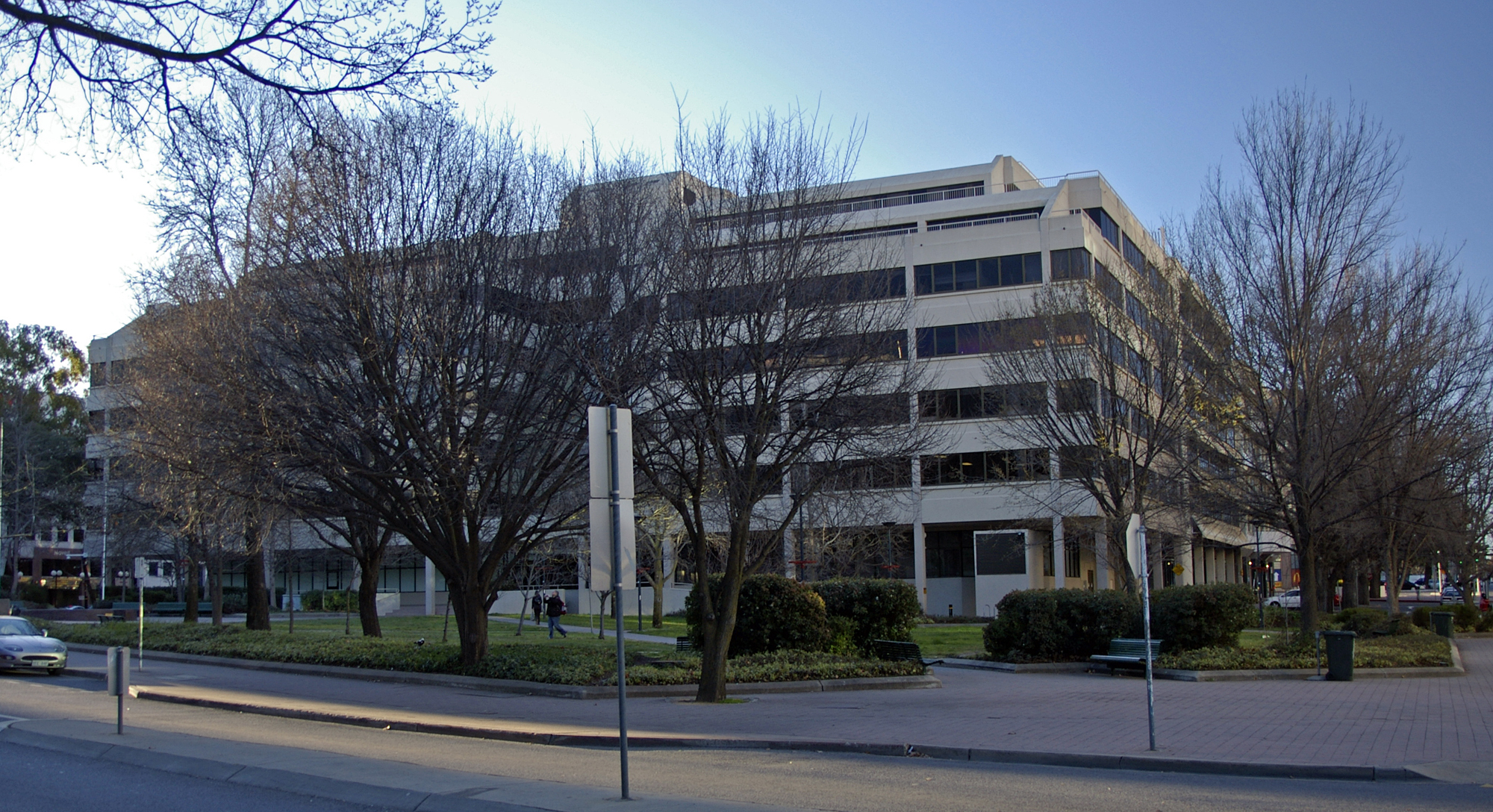

오스트레일리아 연방 경찰(영어: Australian Federal Police, AFP)은 오스트레일리아의 범죄 수사 및 국가 안보 보호 역할을 하는 오스트레일리아 정부의 주요 연방 법 집행 기관이다. AFP는 내무부의 독립 기관이며 내무부 장관에게 책임이 있고 오스트레일리아 의회에 대해 책임을 진다. 2019년 10월 기준으로 현재 오스트레일리아 연방 경찰국장은 리스 커쇼로, 노던 준주 경찰청장이었다.